# Konstantin Pavlovitch Pilkine
Konstantin Pavlovitch Pilkine (en russe : Константин Павлович Пилкин), né le 26 décembre 1824 à Saint-Pétersbourg et mort le 12 janvier 1913 à Saint-Pétersbourg, est un amiral russe, commandant de la forteresse de Kronstadt, spécialiste de l'artillerie de marine, membre du Conseil de l'Amirauté.

## Biographie
Issu d'une famille de la noblesse russe, le 19 janvier 1841, Konstantin Pavlovitch Pilkine sortit diplômé du Corps naval des Cadets au grade de garde-marine (grade en vigueur dans la Marine impériale de Russie de 1716 à 1917). Le 30 décembre 1842 promu aspirant de marine. Affecté pour les dix années à venir dans la Flotte de la mer Baltique, il participa à des expéditions en mer du Nord. De 1846 à 1849 il navigua à bord du brick Ateneor. Le 2 avril 1849 il fut élevé au grade de lieutenant de marine. En 1850, il servit sur la frégate Stabilité. Sur la frégate Aurora, de juin 1853 à juin 1854, en qualité de chef de quart (officier dirigeant le service de veille sur un navire), placé sous l'autorité de l'amiral Ivan Izylmetev il prit part à une expédition au Kamtchatka. En août 1854 Konstantin Pilkine participa à la défense de Petropavlovsk.
Le 1er décembre 1854 il fut élevé au grade capitaine-lieutenant.
Au cours de la Guerre de Crimée, le 8 mai 1855 Pilkine prit part à l'expédition de la baie de Castries. Son tour du monde achevé, le 22 juin 1857 la frégate Aurora fut de retour à Kronstadt. Du 2 novembre 1859 au 18 janvier 1860 il exerça le commandement à bord de la goélette Compas. Le 18 janvier 1860 à bord du clipper Abreck, il entreprit une seconde expédition en Extrême-Orient et prit part à des études hydrographiques en mer Jaune et dans la baie Pierre le Grand. Transféré dans l'escadron de l'amiral Alexeï Alexandrovitch Popov il se rendit à San-Francisco.
De retour en Russie, le 1er janvier 1854 Pilkine fut promu capitaine de premier rang.
Le 1er janvier 1872 Konstantin Pavlovitch Pilkine fut élevé au grade de kontr-admiral, à ce grade il commanda le port de Kronstadt du 1er janvier 1872 au 18 février 1874. Dans le même temps, il contribua à la rédaction du nouveau règlement de la conscription, en outre avec l'amiral Grigori Boutakov (1820-1882) il créa une école de déminage pour la Flotte. De 1874 à 1877, il dirigea la formation d'un détachement de mines et occupa le poste de commandant en chef des mines terrestres.
En janvier 1876, Pilkine, membre d'une Commission spéciale se rendit en Autriche-Hongrie afin d'étudier une nouvelle arme inventée par le Britannique Robert Whitehead, la torpille. Des essais eurent lieu en Autriche, Robert Wihtehead présenta deux torpilles : l'une d'un calibre de 406 millimètres, d'une longueur de 4,28 mètres, pesant 249 kilogrammes, d'une charge de 27 kilogrammes, l'autre plus petite : d'un calibre de 356 millimètres, mesurant 3,78 mètres, pesant 158 kilogrammes ayant une charge de 13 kilogrammes. La Marine impériale de Russie fut la sixième puissance à se doter de cette arme.
Du 26 décembre 1877 en 1883 Konstantin Pilkine commanda le minage de guerre. Il créa une nouvelle école navale de torpilleurs. Lors de la guerre russo-turque de 1877-1878 les marins russes firent une brillante démonstration de torpillage sur le navire turc Intibah Konstantin Pavlovitch Pilkine créa à Kronstadt des usines pour la production en série des torpilles.
Le 15 mai 1883 Konstantin Pilkine fut promu vice-amiral. À ce grade il dirigea une escadron de la Flotte de la mer Baltique (1885-1887). Le 1er janvier 1888 il fut nommé au poste de Président du Comité technique naval il occupa cette fonction jusqu'en 1896. Le 30 août 1889 il fut admis au Conseil de l'Amirauté, il en fut membre jusqu'en 1909. Du 16 octobre 1894 au 12 janvier 1913 il siégea en qualité de membre à la Conférence de l'Académie navale.
En 1896 Pilkine atteignit le grade suprême de la Marine impériale de Russie : amiral. De 1909 à 1912 il fut un membre de la suite impériale du tsar Nicolas II de Russie.

### Famille
Fils de l'amiral Pavel Feodorovitch Pilkine et, père du vice-amiral Vladimir Konstantinovitch Pilkine et du capitaine (deuxième rang) Alexeï Konstantinovitch Pilkine (1881-1960). Commandant du Gras (1903-1904) (classe Falcon - construit en 1901 - lancé le 10 février 1902 - mis en service le 13 septembre 1902 - mis hors service le 21 novembre 1925) , capitaine (premier rang), commandant du destroyer Moskovitianine (de 1815 à 1916 (classe Finn - construction 1904 - lancement le 20 mai 1905 - mis en service en 1906 - coulé le 21 mai 1919) , de 1916 à 1917 commandant à bord du destroyer Novik (construction 1910 - lancement le 4 juillet 1911 - mis en service 9 septembre 1913 - coulé par une mine allemande le 28 août 1941).

### Décès et inhumation
Konstantin Pavlovitch Pilkine décéda le 12 janvier 1913 et fut inhumé au cimetière de Smolensk à Saint-Pétersbourg.

## Distinctions

### Distinctions de la Russie impériale
- 1852 : Ordre de Sainte-Anne (troisième classe)
- 24 août 1854 : Ordre de Saint-Vladimir
- 30 novembre 1855 : Ordre de Saint-Stanislas (deuxième classe)
- 8 septembre 1859 : Ordre de Saint-Stanislas (deuxième classe - avec couronne impériale)
- 1er janvier 1868 : Ordre de Sainte-Anne (deuxième classe)
- 31 mars 1874 : Ordre de Saint-Vladimir (troisième classe)
- 27 mars 1877 : Ordre de Saint-Stanislas (première classe)
- 30 août 1882 : Ordre de Sainte-Anne (première classe)
- 30 août 1882 : Ordre de Saint-Vladimir (deuxième classe)
- 1886 : Ordre de l'Aigle blanc (Russie impériale)
- 1890 : Ordre de Saint-Alexandre Nevski
- 6 décembre 1894 : Ordre de Saint-Alexandre Nevski (avec diamants)
- 1912 : Ordre de Saint-André

### Distinctions étrangères
- 10 octobre 1875 : Commandant de l'Ordre de l'Épée (Suède)[5]